# Норфлоксацин
Норфлоксацин — лекарственное средство, оказывает бактерицидное действие. Относится к группе  фторхинолонов.

## Фармакологическое действие
Оказывает бактерицидное действие, подавляя ДНК-гиразу, обеспечивающую сверхспирализацию и таким образом стабильность ДНК бактерий, приводит к дестабилизации цепи ДНК и гибели бактерий. Обладает широким спектром антибактериального действия. Длительность действия составляет около 12 ч.

## Чувствительность бактерий к норфлоксацину

### Чувствительны
- Staphylococcus aureus (включая штаммы Staphylococcus spp., резистентные к метициллину)
- Staphylococcus epidermidis
- Neisseria gonorrhoeae
- Neisseria meningitidis
- Escherichia coli
- Citrobacter spp.
- Klebsiella spp.
- Enterobacter spp.
- Hafnia
- Proteus spp. (индолположительные и индолотрицательные)
- Salmonella spp.
- Shigella spp.
- Yersinia enterocolitica
- Campylobacter jejuni
- Aeromonas
- Plesiomonas
- Vibrio cholerae
- Vibrio parahaemolyticus
- Haemophilus influenzae
- Chlamydia spp.
- Legionella spp.

### Различной чувствительностью к препарату обладают
- Enterococcus faecalis
- Streptococcus spp. (pyogenes, pneumoniae и viridans)
- Serratia marcescens
- Pseudomonas aeruginosa
- Acinetobacter
- Mycoplasma hominis
- Mycoplasma pneumoniae
- Mycobacterium tuberculosis
- Mycobacterium fortuitum

### Нечувствительны
- Nocardia asteroides
- анаэробные бактерии (например Bacteroides spp., Peptococcus spp., Peptostreptococcus spp., Eubacter spp., Fusobacterium spp., Clostridium difficile)
- Treponema pallidum

## Фармакокинетика
Нолицин быстро, но не полностью (20–40%) всасывается после приёма, пища замедляет абсорбцию препарата.
Cmax в плазме крови достигаются через 1–2 ч и составляет от 0,8 до 2,4 мкг/мл в зависимости от дозы. Низкая величина связывания норфлоксацина с белками плазмы (10–15%) и высокая растворимость в липидах обусловливают большой объём распределения препарата и хорошее проникновение в органы и ткани (паренхима почек, яичники, жидкость семенных канальцев, матка, органы брюшной полости и малого таза, желчь, материнское молоко). Проникает через ГЭБ и плаценту. Длительность антимикробного эффекта — около 12 ч. В незначительной степени метаболизируется в печени. T1/2 — 3–4 ч. Выводится почками, путём клубочковой фильтрации и канальцевой секреции. В течение 24 ч с момента приёма 32% дозы выводится почками в неизменённом виде, 5–8% — в виде метаболитов; с желчью выделяется около 30% принятой дозы.

## Показания препарата
Инфекционно-воспалительные заболевания, вызванные возбудителями, чувствительными к препарату:
- острые и хронические инфекционные заболевания мочевыводящих путей (уретрит, простатит, цистит, пиелонефрит);
- инфекции половых органов: цервицит, эндометрит;
- гонорея неосложнённая;
- бактериальный гастроэнтерит (сальмонеллёз, шигеллёз);
- профилактика рецидивов инфекций мочевыводящих путей;
- профилактика сепсиса у больных с нейтропенией;
- профилактика диареи путешественников.[1]

## Противопоказания
- повышенная чувствительность к норфлоксацину, компонентам препарата и другим хинолонам;
- дефицит глюкозо-6-фосфатдегидрогеназы;
- детский и подростковый возраст (до 18 лет);
- беременность;
- период грудного вскармливания.

С осторожностью:
- атеросклероз сосудов головного мозга;
- нарушение мозгового кровообращения;
- эпилепсия, эпилептический синдром;
- почечная/печёночная недостаточность;
- наличие аллергической реакции на ацетилсалициловую кислоту.[1]

## Применение при беременности и кормлении грудью
Безопасность применения во время беременности и в период грудного вскармливания не изучена. Назначение в период беременности возможно только по жизненным показаниям, когда предполагаемая польза для матери превышает потенциальный риск для плода. При необходимости назначения препарата в период лактации следует прекратить грудное вскармливание.

## Побочные действия
Со стороны пищеварительной системы: снижение аппетита, горечь во рту, тошнота, рвота, боль в животе, диарея, псевдомембранозный энтероколит (при длительном применении), повышение активности печеночных трансаминаз.
Со стороны мочевыделительной системы: кристаллурия, гломерулонефрит, дизурия, полиурия, альбуминурия, уретральные кровотечения, повышение мочевины и креатинина плазмы крови.
Со стороны нервной системы: головная боль, головокружение, обморочные состояния, бессонница, галлюцинации. У пожилых пациентов возможны: усталость, сонливость, беспокойство, раздражительность, чувство страха, депрессия, шум в голове.
Со стороны сердечно-сосудистой системы: тахикардия, аритмии, снижение АД, васкулит.
Аллергические реакции: сыпь, кожный зуд, крапивница, отеки, злокачественная экссудативная эритема (синдром Стивенса-Джонсона).
Со стороны опорно-двигательного аппарата: артралгия, тендиниты, разрывы сухожилий (обычно в случае комбинации со способствующими факторами).
Со стороны системы кроветворения: эозинофилия, лейкопения, снижение гематокрита.
Прочие: кандидоз.

## Особые указания
В период лечения норфлоксацином больные должны получать достаточное количество жидкости (под контролем диуреза).
В период терапии возможно увеличение протромбинового индекса (при проведении хирургических вмешательств следует контролировать состояние системы свертывания крови).
Во время лечения норфлоксацином следует избегать воздействия прямого солнечного света.
При появлении болей в сухожилиях или при первых признаках тендовагинита необходимо отменить препарат. Во время терапии норфлоксацином рекомендуется избегать чрезмерных физических нагрузок.
При наличии аллергической реакции на ацетилсалициловую кислоту, азокраситель Е110, может вызвать гиперчувствительную реакцию, вплоть до бронхоспазма.
Усиливает эффект варфарина. При совместном применении с кофеином - снижает метаболизм кофеина в печени (замедление его выведения и увеличение концентрации в крови).
Необходимо соблюдать осторожность при вождении автомобиля и занятиях другими потенциально опасными видами деятельности, требующими повышенной концентрации внимания и быстроты психомоторных реакций (особенно при одновременном употреблении алкоголя).